# Grande Rivière Tracadie
Pour les articles homonymes, voir Tracadie (homonymie) et Grande Rivière.
La Grande Rivière Tracadie est un cours d'eau du nord-est du Nouveau-Brunswick, au Canada.

## Géographie

### Cours
La Grande Rivière Tracadie prend sa source à environ 140 mètres d'altitude dans la forêt, à 5 kilomètres au nord d'Allardville. La rivière coule en direction nord-est pendant huit dans un terrain peu accidenté, avant de continuer vers l'est pendant 6 kilomètres, où elle reçoit l'apport de son premier affluent important, le Bras Nord de la Grande Rivière Tracadie. La rivière commence alors un cours très sinueux dirigé généralement vers le sud-est pendant 22 kilomètres puis, après avoir conflué avec le ruisseau Lord et Foy et le Bras Sud de la Grande Rivière Tracadie, se dirige pendant plus de 20 kilomètres vers l'est et s'élargit fortement.
En amont, la rivière circule dans une région forestière inhabitée, au relief peu accidenté. Aux environs de Saint-Sauveur, la vallée se creuse jusqu'à Pont-Lafrance, où la rivière traverse une plaine jusqu'au golfe du Saint-Laurent.
La vallée de la rivière est peu habitée. Au tiers du parcours se trouve Saint-Sauveur. Aux deux tiers du parcours commence la région plus habitée, où se trouvent successivement les villages de Leech, Pont-Lafrance, Haut-Sheila, Rivière-du-Portage–Tracadie Beach, Tracadie-Sheila, Val-Comeau et Pointe-à-Bouleau.